# 페드로 라스쿠라인
페드로 라스쿠라인(Pedro Lascuráin, 1856년 5월 8일 ~ 1952년 7월 21일)은 멕시코의 세계에서 가장 짧은 기간 동안 재임한 대통령이다.
그는 두 차례 멕시코의 외교 장관을 했으며 16년 동안 멕시코 시티에서 법 학교의 교장을 역임했었다.
1913년 2월 18일 비극의 열흘이란 쿠데타로 프란시스코 I. 마데로 대통령이 사임하자 단 45분 동안 대통령직을 수행한 뒤 빅토리아노 우에르타에게 대통령직을 넘겼다.

## 같이 보기
- 멕시코의 국가원수 목록